# Sebastian Boenisch
Pour les articles homonymes, voir Boenish.
Sebastian Peter Boenisch, né Sebastian Piotr Pniowski le 1er février 1987 à Gliwice en Pologne, est un footballeur international polonais. Il occupe le poste de défenseur central ou de latéral.

## Biographie
Sebastian Pniowski est né en 1987 à Gliwice en Pologne. En 1988, il émigre avec sa famille sous le statut de « Aussiedler/Spätaussiedler » grâce aux origines allemandes de son arrière-grand-mère, Eleonora Boenisch. 
Arrivée en Allemagne, la famille repris le nom de famille « Boenisch » (nom de famille de leurs ancêtres allemands) pour que le père de  Sebastian, Piotr Pniowski (devenu « Peter Boenisch »), trouve beaucoup plus facilement un emploi. Sebastian Pniowski est donc devenu Sebastian Boenisch.

### Formation en Rhénanie-du-Nord-Westphalie
Né à Gliwice en Pologne, Sebastian Boenisch émigre très tôt avec ses parents en Allemagne, près d'Essen, à l'extrême ouest du pays. Il commence donc à jouer au football dans la région, au SSVg Heiligenhaus, en 1992. Boenisch y passe huit années, avant de rejoindre en 2000 le Borussia Velbert. Repéré lors de sa première saison par le Rot-Weiss Oberhausen, il rejoint le club de deuxième division et ses équipes de jeunes dès 2001. Boenisch n'y reste que deux ans, recruté par le géant Schalke 04 en 2003. À son arrivée, il intègre l'équipe des moins de dix-huit ans de Gelsenkirchen. Performant ensuite avec la réserve, il est appelé chez les professionnels à seulement dix-neuf ans, en début d'année 2006. Le 11 février, il fait ses grands débuts avec Schalke 04 et joue les dernières minutes de la grosse victoire sept buts à quatre de son club sur le Bayer Leverkusen. Quatre jours plus tard, il est titularisé par Mirko Slomka, récemment arrivé au poste d'entraîneur, contre l'Espanyol de Barcelone en Coupe UEFA. Après ces deux matches, Boenisch retourne en équipe réserve, et y reste jusqu'à la fin de la saison.
Lors de l'exercice suivant, il débute une nouvelle fois avec Schalke 04 II. Appelé chez les pros en octobre, Boenisch joue quelques rencontres de championnat, en entrant le plus souvent en cours de match à la place de Christian Pander. Pas convaincant, il n'est rappelé par l'entraîneur qu'épisodiquement, et toujours pour s'asseoir sur le banc et entrer en cours de jeu. Sans lui, Schalke se bat pour le titre avec le VfB Stuttgart, et le perd lors de l'avant-dernière journée, en s'inclinant au Signal Iduna Park de Dortmund, et pour finalement deux petits points. En mai 2007, même s'il ne joue pas souvent, il prolonge son contrat jusqu'en 2010. Cependant, il ne débute toujours pas le début de saison 2007-2008, et commence à avoir des envies de départ.

### Pilier du Werder Brême
En août, il signe avec Brême un contrat de quatre ans, pour un montant estimé à trois millions d'euros. Il est vite rejoint par un autre jeune espoir de Schalke 04, Mesut Özil, avec qui il joue en sélection espoir. Les deux transfuges du club de Gelsenkirchen vont mettre une saison pour s'imposer à Brême. En effet, c'est lors de la saison 2008-09 que Boenisch trouve véritablement sa place dans l'effectif. Il remporte aussi le premier titre de sa carrière : la Coupe d'Allemagne. 
Boenisch commence sa carrière internationale chez les moins de 19 ans allemands en 2006, avant de passer l'année suivante chez les moins de 21 ans. En juin 2009, il remporte le Championnat d'Europe espoirs.
Souffrant depuis longtemps du genou, il est opéré le 20 septembre, et doit être indisponible entre quatre et six mois.
En septembre 2012, il est mis à l'essai en Angleterre par Stoke City, qui ne donne pas suite.

### Bayer Leverkusen
Le 4 novembre 2012, il signe en faveur du Bayer Leverkusen. Après 4 saisons au club, son contrat n'est pas renouvelé en 2016. Sans club, il signe pour deux ans au TSV Munich 1860 qui joue en 2. Liga. Souvent blessé, il ne joue que 14 matchs dans la saison. Comme le club est relégué à la fin de la saison, son contrat est rompu. 

## Carrière internationale
International espoir allemand, il remporte en 2009, le Championnat d'Europe espoirs. Possédant aussi la nationalité polonaise, il se laisse convaincre par Franciszek Smuda de jouer pour de l'équipe de Pologne de football en août 2010. Ce sont sous ces couleurs qu'il dispute l'Euro 2012. 

## Palmarès
- Vice-Champion d'Allemagne : 2007, 2008
- Finaliste de la Coupe UEFA : 2009
- Vainqueur de la Coupe d'Allemagne : 2009
- Vainqueur du Championnat d'Europe espoirs : 2009